# قوات الأفواج الأمنية
قوات الأفواج الأمنية هي قطاع عسكري تابع لوزارة الداخلية السعودية وتختص بحروب العصابات والمناطق الجبلية والحدودية ولها صلاحية إلقاء القبض والضبط والتفتيش والمطاردة وإطلاق النار وفق النظام، ومساندة القوات العسكرية.

## التأسيس
تأسست بعد الأمر السامي في 11 أغسطس 2010، واعتمدت ودخلت ضمن المنظومة العسكرية والأمنية في المملكة العربية السعودية في 14 ديسمبر 2015.